# Cononicephora berezhkovi
Cononicephora berezhkovi är en insektsart som beskrevs av Andrej Vasiljevitj Gorochov 1993. Cononicephora berezhkovi ingår i släktet Cononicephora och familjen vårtbitare. Inga underarter finns listade i Catalogue of Life.